# Hypocrita pylotes
Hypocrita pylotes là một loài bướm đêm thuộc phân họ Arctiinae, họ Erebidae.